# آلیشیا تامپسون
آلیشیا تامپسون (انگلیسی: Alicia Thompson؛ زادهٔ ۳۰ ژوئیهٔ ۱۹۷۶) بازیکن بسکتبال اهل ایالات متحده آمریکا است.
وی در مسابقات کشوری و بین‌المللی در مجموع برندهٔ ۱ مدال نقره شده‌است.